# Deutsche Beachhandball-Meisterschaften 2006
Die Deutsche Beachhandball-Meisterschaft 2006 waren die achten offiziellen und einschließlich dreier inoffizieller die elften Meisterschaften im Beachhandball. Sie wurde vom Deutschen Handballbund ausgerichtet.
Die Teilnehmer der Meisterschaft qualifizierten sich dafür über eine vorgeschaltete Reihe von Turnieren, der DHB-Beachhandball-Masters-Serie, in der je nach Erfolgen Punkte gesammelt werden konnten. Am Ende qualifizierten sich jeweils 24 Frauen- und Männermannschaften für die Spiele am 29. und 30. Juni des Jahres. Austragungsort war das VGH Stadion am Meer in Cuxhaven-Duhnen.
| Frauen Details | Cuxhaven VGH Stadion am Meer | Sandgirls Dortmund          | 2:0 | Flying Kangaroos Berlin | Teakwondodos Auerbach | 2:0 | SandSieBall Köln      |
| Männer Details | Cuxhaven VGH Stadion am Meer | Handball Akademie Göppingen | 2:1 | Lehre Storks            | Beach Boys Köln       | 2:0 | Sandfüchse Tetenhusen |